# Miguel Terceros
Miguel Ángel Terceros Acuña  (Santa Cruz de la Sierra, Bolivia; 25 de abril de 2004) es un futbolista boliviano que juega como centrocampista en América Mineiro del Campeonato Brasileño de Serie B
Formado en su país natal, se unió al club brasileño en 2018, donde debutó profesionalmente en septiembre de 2022. Reconocido como una de las jóvenes promesas del fútbol boliviano, se ha destacado por ser el primer futbolista de su país en jugar en el Santos F. C., un club de renombre en el fútbol sudamericano.

## Biografía
Miguel Ángel Terceros Acuña nació el 25 de abril de 2004 en Santa Cruz, Bolivia. Desde temprana edad mostró interés por el fútbol, ingresando a los cinco años en la Academia Tahuichi Aguilera, una de las instituciones más prestigiosas del país en la formación de jóvenes futbolistas. En 2015, a los once años, fue seleccionado para participar en el Proyecto Bolivia 2022, una iniciativa social orientada a identificar y desarrollar talentos jóvenes bolivianos con potencial para formar parte de clubes sudamericanos.
Se incorporó al Santos F. C. en 2018, con catorce años, tras ser aprobado a prueba. Sin embargo, como la FIFA no permite el traspaso de jugadores extranjeros menores de dieciocho años, no firmó un contrato con el club, teniendo solo un acuerdo de programa de intercambio. En marzo de 2021, impresionó en los entrenamientos y empezó a figurar en la plantilla sub-23 del Santos. El 26 de abril de 2022, 1 día después de cumplir 18 años, firmó un contrato con el club hasta abril de 2027.

## Trayectoria

### Santos F. C.
El 26 de abril de 2022, 1 día después de cumplir 18 años, firmó un contrato con el club hasta abril de 2027.
Pudo jugar oficialmente con el Santos en julio de 2022, tras ser inscrito una vez abierta la ventana de transferencias; empezó a figurar en la selección sub-20. Debutó en el primer equipo —y en el Campeonato Brasileño de Serie A— el 10 de octubre, sustituyendo al goleador Lucas Braga en la victoria por 4-1 en casa contra el E. C. Juventude. También se convirtió en el primer boliviano en la historia en jugar en dicho club.

## Selección nacional
Destacado para la selección sub-15 de Bolivia en el Campeonato Sudamericano Sub-15 de 2019, jugando en los cinco partidos de la competición. En diciembre de 2020, con solo dieciséis años, fue convocado por el seleccionador César Farías con la sub-20 para un torneo internacional amistoso en Río de Janeiro.
El 30 de octubre de 2021, fue convocado por Farías; pero ahora con la selección absoluta para 1 amistoso contra El Salvador y 2 partidos de clasificación para la Copa Mundial de la FIFA 2022 contra Perú y Uruguay. Debutó con la selección absoluta el 24 de septiembre de 2022, sustituyendo a Ramiro Vaca en la derrota por 2-0 en un amistoso contra Senegal.

#### Goles internacionales
| N.º | Fecha                    | Estadio                     | Rival     | Marcador | Resultado | Competición                       |
| --- | ------------------------ | --------------------------- | --------- | -------- | --------- | --------------------------------- |
| 1   | 12 de junio de 2024      | Subaru Park, Chester, EEUU  | Ecuador   | 3-1      | 3-1       | Amistoso                          |
| 2   | 5 de septiembre de 2024  | Municipal, El Alto, Bolivia | Venezuela | 3-0      | 4-0       | Clasificación Mundialista de 2026 |
| 3   | 10 de septiembre de 2024 | Nacional, Santiago, Chile   | Chile     | 1-2      | 1-2       | Clasificación Mundialista de 2026 |
| 4   | 10 de octubre de 2024    | Municipal, El Alto, Bolivia | Colombia  | 1-0      | 1-0       | Clasificación Mundialista de 2026 |
| 5   | 19 de noviembre de 2024  | Municipal, El Alto, Bolivia | Paraguay  | 2-1      | 2-2       | Clasificación Mundialista de 2026 |
| 6   | 20 de marzo de 2025      | Nacional, Lima, Perú        | Perú      | 1-2      | 1-3       | Clasificación Mundialista de 2026 |
| 7   | 10 de junio de 2025      | Municipal, El Alto, Bolivia | Chile     | 1-0      | 2-0       | Clasificación Mundialista de 2026 |

## Estadísticas

### Clubes
Actualizado al último partido disputado el 10 de octubre de 2024.
| Club                  | Div.          | Temporada     | Liga  | Liga  | Estatal | Estatal | Copas nacionales | Copas nacionales | Copas internacionales | Copas internacionales | Total | Total |
| Club                  | Div.          | Temporada     | Part. | Goles | Part.   | Goles   | Part.            | Goles            | Part.                 | Goles                 | Part. | Goles |
| --------------------- | ------------- | ------------- | ----- | ----- | ------- | ------- | ---------------- | ---------------- | --------------------- | --------------------- | ----- | ----- |
| Santos F. C. · Brasil | 1.ª           | 2022          | 2     | 0     | 0       | 0       | 0                | 0                | 0                     | 0                     | 2     | 0     |
| Santos F. C. · Brasil | 1.ª           | 2023          | 2     | 0     | 0       | 0       | 2                | 0                | 3                     | 0                     | 7     | 0     |
| Santos F. C. · Brasil | 2.ª           | 2024          | 3     | 0     | 0       | 0       | 0                | 0                | 0                     | 0                     | 3     | 0     |
| Santos F. C. · Brasil | Total club    | Total club    | 7     | 0     | 0       | 0       | 2                | 0                | 3                     | 0                     | 12    | 0     |
| América F.C. Brasil   | 2.ª           |               |       |       |         |         |                  |                  |                       |                       |       |       |
| Total carrera         | Total carrera | Total carrera | 7     | 0     | 0       | 2       | 0                | 0                | 3                     | 0                     | 12    | 0     |